# Budget du gouvernement du Québec de 1994
Lire en ligne

Discours sur le budget

1993 1995
Le budget du gouvernement du Québec de 1994 s'appliquant à l'année fiscale 1994-95 est présenté par André Bourbeau le 12 mai 1994 à l'Assemblée nationale. C'est le premier (et seul) exposé budgétaire d'André Bourbeau et le seul budget présenté sous le Gouvernement Johnson (fils). C'est également le dernier budget présenté avant les élections générales québécoises de 1994.

## Contexte
Le budget est présenté quelques mois après l'assermentation du Gouvernement Johnson (fils), après le départ de Robert Bourassa en janvier 1994. Les dernières élections ayant eu lieu en septembre 1989, Daniel Johnson n'a que quelques mois avant de déclencher des élections générales.
Le contexte économique au Québec en 1993 s'est graduellement amélioré, avec une croissance en accélération et des créations d'emplois plus fortes. Le demande intérieure demeure déprimée (+ 0,5 % contre 1,1 % au Canada) et ce sont principalement les exportations (+ 15,3 %) qui tirent la croissance vers le haut, notamment du fait d'une croissance dynamique aux États-Unis. Les investissements demeurent faibles et la construction résidentielle sinistrée malgré des taux d'intérêts relativement bas.
Le 9 février 1994 le gouvernement du Québec, faisant suite à une mesure du gouvernement du Canada, abaisse largement l'impôt sur le tabac pour lutter contre le contrebande et les importations illégales.

## Principales mesures

### Impôt sur le revenu
Contrairement au budget précédent, le budget pour 1994 prévoit une réduction de 2 % de l'impôt sur le revenu inférieur à 10 000 $. Selon les documents budgétaires cette baisse profite à 92 % des contribuables redevables de l'impôt sur le revenu (en particulier ceux à revenus faibles et moyens).
Un nouveau crédit remboursable pour frais de garde plus avantageux est également instauré. Le nouveau crédit est plus progressif : il passe de 75 % des frais admissible à un niveau de revenu familial de 18 000 $ à 40 % pour un revenu familial de 50 000 $ et 26,4 % pour tous les revenus excédant 69 000 $.
Contrairement au budget fédéral du 22 février 1994, le gouvernement du Québec ne choisit pas de moduler le crédit d'impôt en raison de l'âge en fonction du revenu.

### Impôt sur les sociétés
Quelques mesures sont annoncées pour les sociétés :
- Le crédit d'impôt remboursable pour la formation (CIRF) créé par le budget 1990 est prolongé de deux ans jusqu'au 1er janvier 1997 ;
- Le budget suit la mesure prise par le récent budget fédéral d'éliminer la déduction d'impôts sur les sociétés accordée aux petites entreprises pour les grandes corporations qui ont plus de 15 millions de dollars de capital imposable :
  - La déduction est réduite pour celles ayant entre 10 et 15 millions de capital imposable et est inchangée pour celles dont le capital imposable est inférieur à 10 millions[7] ;
  - Cette mesure est entrée en vigueur pour les années fiscales terminées après le 30 juin 1994 avec le vote de la loi d'application du budget suivant[8].

### Taxe de vente du Québec
Afin de simplifier le régime de la taxe de vente du Québec (TVQ) en vigueur depuis le 1er juillet 1992 mais critiquée pour sa complexité, le budget crée un taux unique à 6,5 % pour tous les biens et services taxables.
| Catégorie | Avant budget | Après budget |
| --------- | ------------ | ------------ |
| Biens     | 8 %          | 6,5 %        |
| Services  | 4 %          | 6,5 %        |

### Accises et autres taxes
Le budget annonce que les amendes pour vente illégale de boissons alcooliques sont augmentées.

### Dépenses
En mars 1994, Monique Gagnon-Tremblay, présidente du Conseil du Trésor et ministre déléguée à l'Administration et à la Fonction publique avait annoncé un plafonnement des dépenses publiques avec des mesures de réduction de 2,1 milliards en 1994-95.
Le budget présente d'autres mesures de réduction des dépenses publiques:
- Une réduction de 2 % des effectifs de la fonction publique ;
- Des compressions de 30 % dans les dépenses de fonctionnement (hors rémunération) ;
- Des compressions de 25 millions dans les transferts aux établissements de santé et aux établissements scolaires ;

### Administration gouvernementale

#### Relance des privatisations
Le budget annonce la relance des privatisations des sociétés d'état et vise notamment certains placements de Sidbec (notamment Dosco et Normines), Rexfor, SOQUEM, SOQUIA, SOQUIP, la Sépaq, certains actifs immobiliers de la SIQ, certains placements de la SDBJ, l'intégralité des placements de la SGF, le Village olympique de Montréal et surtout les opérations de la SAQ.

## Réactions

### Monde politique
Jacques Léonard, critique de l'opposition officielle pour les finances publiques, parle d'un budget « trompe-l'œil » manquant d'initiatives pour la création d'emploi et basé sur des prévisions de transferts fédéraux trop optimistes. Il critique également la hausse de 4 % à 6,5 % de la TVQ sur les services, qui ouvrirait la porte au travail au noir. Enfin le critique caractérise la relance des privatisations comme la « la remise en cause de tous les instruments dont on s'est doté depuis la Révolution tranquille ». Quelques mois plus tard au cours de la campagne électorale, Jacques Parizeau, chef du Parti québécois, abonde dans ce sens en déclarant au sujet des privatisations : « j'ai de très fortes hésitations à ce qu'on se débarrasse de ce qu'on peut considéré comme faisant partie du patrimoine québécois ».

### Médias
Denis Lessard de La Presse souligne que le budget comporte plusieurs mesures qui seront populaires dans la population à quelques mois d'une élection générale même si le ministre Bourbeau déclare « Je ne dirais pas que c'est un budget électoral ». L'éditorialiste Alain Dubuc juge plutôt positivement le budget, pointant son aspect pondéré et équilibré, « modèle de dosage et d'équilibre, qui réussit à la fois à faire preuve de rigueur budgétaire et à penser aux gens » avec certaines faiblesses (sur l'emploi notamment) et forces (la clarification du régime de la TVQ notamment).

## Parcours législatif
Les mesures annoncées par le discours sur le budget ne sont finalement pas adoptées au cours de la 34e législature.
Jean Campeau, nouvellement nommé ministre des Finances après les élections de septembre 1994, dépose le 30 novembre 1994 le projet de loi 38 qui implémente les mesures du budget 1994.
Le projet de loi, particulièrement technique et volumineux (365 articles, modifiant 18 lois différentes) est finalement adopté à main levé le 26 janvier 1995 et est sanctionné le 30 janvier.

## Exécution
L'exécution du budget 1994-95 fut encore plus médiocre que celle du budget précédent : les revenus étant plus faibles que prévu tout comme les transferts fédéraux (contrairement à l'année précédente) et les dépenses encore plus importantes du fait d'une augmentation du service de la dette en cours d'année. Finalement le déficit dérape de 1,285 milliards soit 29 % de plus que prévu au budget.
|                       |                      |                      |           |  |
| Indicateur            | 12 mai 1994 Discours | Résultats définitifs | Variation |  |
|                       |                      |                      |           |  |
| Revenus autonomes     | 29 570               | 28 917               | 653       |  |
| Transferts fédéraux   | 7 733                | 7 520                | 213       |  |
| Revenus totaux        | 37 303               | 36 437               | 866       |  |
|                       |                      |                      |           |  |
| Dépenses de programme | 36 269               | 36 273               | 4         |  |
| Service de la dette   | 5 459                | 5 874                | 415       |  |
| Dépenses              | 41 728               | 42 147               | 419       |  |
|                       |                      |                      |           |  |
| Déficit               | 4 425                | 5 710                | 1 285     |  |
|                       |                      |                      |           |  |

### Textes officiels
- [PDF] Budget 1994-95 : Discours sur le budget, 12 mai 1994 (lire en ligne)
- Loi modifiant la loi sur les impôts, la loi sur la taxe de vente du Québec et d'autres dispositions législatives, LQ 1995, c. 63  (lire en ligne, consulté le 2 mai 2023)